# پتیک (رود)
پتیک (به لاتین: Petic) یک رود است که در رومانی واقع شده‌است.